# Andrej Borisenko
Andrej Ivanovič Borisenko (rusky Андрей Иванович Борисенко, * 17. dubna 1964 v Leningradu (dnes Sankt Petěrburg), RSFSR, SSSR) je bývalý inženýr společnosti RKK Eněrgija a od května 2003 do února 2021 ruský kosmonaut, 519. člověk ve vesmíru. Absolvoval dva dlouhodobé kosmické lety na Mezinárodní vesmírnou stanici (ISS), od počátku dubna do poloviny září 2011 jako člen Expedice 27/28, a od podzimu 2016 do jara 2017 jako člen Expedice 49/50. Ve vesmíru strávil celkem 337 dní.

## Život

### Mládí
Andrej Borisenko pochází ze Sankt Petěrburgu, po střední škole byl přijat ke studiu na Leningradském vojenském mechanickém institutu (Ленинградский военно-механический институт), který absolvoval roku 1987. Potom byl dva roky civilním zaměstnancem vojenského námořnictva.
Od roku 1989 byl zaměstnancem RKK Eněrgija, do přijetí k oddílu kosmonautů zastával ve Středisku řízení letů funkci vedoucího směny řídící let ruského segmentu Mezinárodní vesmírné stanice (ISS).

### Kosmonaut
Přihlásil se k výběru kosmonautů a 29. května 2003 získal doporučení Státní meziresortní komise k zařazení do oddílu kosmonautů RKK Eněrgija. Absolvoval dvouletou všeobecnou kosmickou přípravu a 5. července 2005 získal kvalifikaci zkušební kosmonaut.
Byl zařazen mezi kosmonauty připravující se na lety na ISS. V září 2008 byl včleněn do záložní posádky Expedice 24 (start v květnu 2010) a hlavní posádky Expedice 26 s plánovaným startem v září 2010.
V dubnu 2009 byl přeřazen ze zálohy Expedice 24 do záložní posádky Expedice 23 (start v dubnu 2010). V červenci 2009 byl převeden z hlavní posádky Expedice 26 do Expedice 27, jejíž start je plánován na březen 2011. Jmenování oficiálně potvrdila NASA v říjnu 2009.
V souvislosti s rozhodnutím Roskosmosu o shromáždění ruských kosmonautů v jednom oddílu odešel ze společnosti RKK Eněrgija a od 10. února 2011 byl kosmonautem Střediska přípravy kosmonautů.
Ke svému prvnímu letu odstartoval v lodi Sojuz TMA-21 z kosmodromu Bajkonur 4. dubna 2011 v 22:18 UTC ve funkci palubního inženýra lodi společně s velitelem Alexandrem Samokuťajevem a Američanem Ronaldem Garanem. Po dvoudenním letu se 6. dubna Sojuz spojil s Mezinárodní vesmírnou stanicí (ISS). Na ISS pracoval ve funkci palubního inženýra Expedice 27 a velitele Expedice 28. Po 164 dnech letu s kolegy Samokuťajevem a Garanem přistáli v Sojuzu TMA-21 v Kazachstánu, 150 km jihovýchodně od Džezkazganu.
Od konce roku 2014 se připravoval na svůj druhý kosmický let jako člen Expedice 49/50. V jeho posádce byli ještě Sergej Ryžikov a Robert Kimbrough, trojice byla současně záložní pro Expedici 47/48 v Sojuzu TMA-20M. Do vesmíru měli vzlétnout v září 2016, ale kvůli problémům se Sojuzem MS-02 odstartovali až 11. října 2016. S Mezinárodní vesmírnou stanicí (ISS) se loď spojila 21. října 2016 v 09:58 UTC. Poté se trojice kosmonautů zapojila do práce na stanici. Dne 10. dubna 2017, 07:57 UTC se Ryžikov, Borisenko a Kimbrough s lodí odpojili od stanice a týž den v 11:21 UTC přistáli v kazašské stepi. Ve vesmíru strávil 173 dní, 3 hodiny a 15 minut.

### Osobní život
Na základě doporučení Hlavní lékařské komise byl 26. února 2021 uvolněn z funkcí instruktora-zkušebního kosmonauta a vedoucího skupiny kosmonautů sboru kosmonautů a opustil oddíl kosmonautů. Podle oznámení vydaného agenturou Roskosmos se Andrej Borisenko rozhodl pokračovat ve své kariéře v jednom z předních podniků v kosmickém průmyslu.
Je ženatý, z prvního manželství má syna.

## Tituly, řády a vyznamenání
- Hrdina Ruské federace (25. června 2012),[1]
- Letec-kosmonaut Ruské federace (25. června 2012),[1]
- Řád Za zásluhy o vlast IV. třídy (28. listopadu 2018).[1]